# Kagnikopé
Kanyikopé est un quartier de l'agglomération de Lomé, la capitale du Togo. Kanyikopé est située à l'est de la ville, au nord de la zone industrielle et portuaire de Lomé, et à l'est de Anfamé et Akodésséwa.